# Eva Weel Skram
Pour les articles homonymes, voir Skram.
Eva Weel Skram (née le 17 décembre 1985 à Sogndal) est une chanteuse et auteur-compositeur norvégienne. Elle formait avec son époux le guitariste et auteur-compositeur Thomas Sternersen le duo Eva & the Heartmaker (en). Avant sa dissolution, le groupe a produit quatre albums studio. Son prochain projet est un album solo de chansons en norvégien.
Eva Weel Skram a suivi de 2001 à 2004 la filière musikk, dans og drama (musique, danse et art dramatique) à la Firda videregående skole (no). Elle se fit connaître en Norvège au niveau national quand elle participa à l'émission télévisée Idol au printemps 2005. En automne 2015, elle apparut dans le programme télévisé Hver gang vi møtes. Également, un concert ou elle jouait avec son mari à l'Åmot operagard (ancienne ferme transformée en salle événementielle située à Bygstad) a été diffusé par la NRK le 2 décembre 2016.
Le 13 mai 2016, Eva Weel Skram a sorti le single Vi lovar (Nous aimons), reprise de la chanson Besvärjelser de l'artiste suédois Oscar Danielson. Elle a de plus écrit et interprété Selmas sang (la chanson de Selma), thème musical de la série de Noël Snøfall diffusée sur la NRK pour la première fois en décembre 2016.

## Album - Eva & the Heartmaker
- 2006: Behind Golden Frames
- 2009: Let's Keep This Up Forever
- 2011: Dominoes
- 2013: Traces of You